# Dilan Yurdakul
Dilan Yurdakul (Amsterdam, 12 september 1991) is een Nederlandse actrice, theatermaakster en schrijfster van Turkse afkomst. Ze kreeg bij het grote publiek vooral naamsbekendheid door haar rol als Aysen Baydar in de soap Goede tijden, slechte tijden.

## Biografie
Yurdakul begon met acteren bij theatergroep RAST, Jongerentheater 020 en vervolgens bij Likeminds. Ze studeerde Europese studies en Duitse taal en cultuur en had een bijbaan als sportinstructrice. Als maker ontwikkelde ze onder andere de voorstelling Bekentenis van een jong meisje, Carmen en Dorian Gray. 
In 2019 maakte ze de veelgeprezen voorstelling Door de schaduw heen, een autobiografische, muzikale monoloog over identiteit en verbinding, waar ze een wereld van depressie, verlorenheid en verwarring vormgeeft. Ook schreef ze de monoloog Niet gezien, niet gehoord, gebaseerd op de moord op de 16-jarige Hümeyra die vanwege stalking meermaals om hulp had gevraagd bij verschillende instanties maar uiteindelijk toch vermoord werd. Yurdakul probeerde de vermoorde scholiere op het toneel een stem te geven.
Vanwege haar achtergrond is Yurdakul geboeid door de wrijving tussen vrijheid en identiteit, tussen autonomie en gemeenschap. In haar werk onderzoekt ze de menselijke staat en staan familie, patronen, migratie en wording tot een vrij zelf centraal en reflecteert ze op eigenzinnige wijze op de wereld en de gebeurtenissen om haar heen.
Ook speelde ze voor NTGent in de voorstelling Sneeuw onder regie van Luc Perceval, en had in 2019 een van de vier rollen in Wie is bang? geschreven door Tom Lanoye, een theaterproductie onder regie van Koen De Sutter waarin Wie is er bang voor Virginia Woolf? van Edward Albee centraal staat.
In november 2021 werd bekend dat ze de hoofdrol zou spelen in de Videolandserie Bonnie & Clyde, waarvan ze tevens de bedenker en een van de schrijvers was.
In 2024 verscheen Yurdakuls autobiografische debuutroman Maskerziel.
Per 1 september 2024 is Yurdakul benoemd tot honorary fellow aan de Faculteit der Geesteswetenschappen van de Universiteit van Amsterdam. Het thema van haar fellowship is 'De uitdrukking van migratie binnen literatuur en film'. Zij onderzoekt hoe het narratief van migratie in literatuur en film tot uitdrukking komt. De focus zal liggen op het ontdekken van een nieuw perspectief op migratie vanuit de derde generatie, omdat deze – zoals Yurdakul ook heeft ervaren – vaak beter met afstand naar haar familie kan kijken.

## Filmografie
| Film                       | Film                                 | Film                                         | Film                                         |
| Jaar                       | Productie                            | Rol                                          | Opmerkingen                                  |
| -------------------------- | ------------------------------------ | -------------------------------------------- | -------------------------------------------- |
| 2016                       | Hartenstrijd                         | barvrouw                                     | gastrol                                      |
| 2024                       | De jacht op Meral Ö.                 | Meral Özturk                                 | hoofdrol                                     |
| Televisie als actrice      |                                      |                                              |                                              |
| Jaar                       | Productie                            | Rol                                          | Opmerkingen                                  |
| 2012–2019                  | Goede tijden, slechte tijden         | Aysen Baydar                                 | vaste rol                                    |
| 2016                       | The Passion                          | agent                                        | gastrol                                      |
| 2018                       | Flikken Rotterdam                    | Emina                                        | gastrol                                      |
| 2019                       | De TV Kantine                        | Mel B                                        | persiflage                                   |
| 2021                       | Bonnie & Clyde                       | Esra Kaplan                                  | hoofdrol                                     |
| 2024                       | Laura H.                             | Doesburg                                     | gastrol                                      |
| Televisie als deelneemster |                                      |                                              |                                              |
| Jaar                       | Productie                            | Opmerkingen                                  | Opmerkingen                                  |
| 2014                       | Ik hou van Holland                   | team Jeroen                                  | team Jeroen                                  |
| 2014                       | Celebrity Pole Dancing               | eindigde op de vierde plek                   | eindigde op de vierde plek                   |
| 2015                       | Ranking the Stars                    | panellid                                     | panellid                                     |
| 2016                       | Alles mag op zaterdag                | team Gordon met Gaby Blaaser en Dikke Dennis | team Gordon met Gaby Blaaser en Dikke Dennis |
| 2016                       | De Slimste Mens                      | twee afleveringen                            | twee afleveringen                            |
| 2018                       | The Big Music Quiz                   | verliezend team                              | verliezend team                              |
| 2019                       | Wie ben ik?                          | winnend team                                 | winnend team                                 |
| 2020                       | De gevaarlijkste wegen van de wereld | met Renate Gerschtanowitz                    | met Renate Gerschtanowitz                    |
| 2023                       | Hunted vips                          | duo met Guido Spek                           | duo met Guido Spek                           |

## Publicatie
- Maskerziel; Meridiaan, 2024.